# Louis Gallet

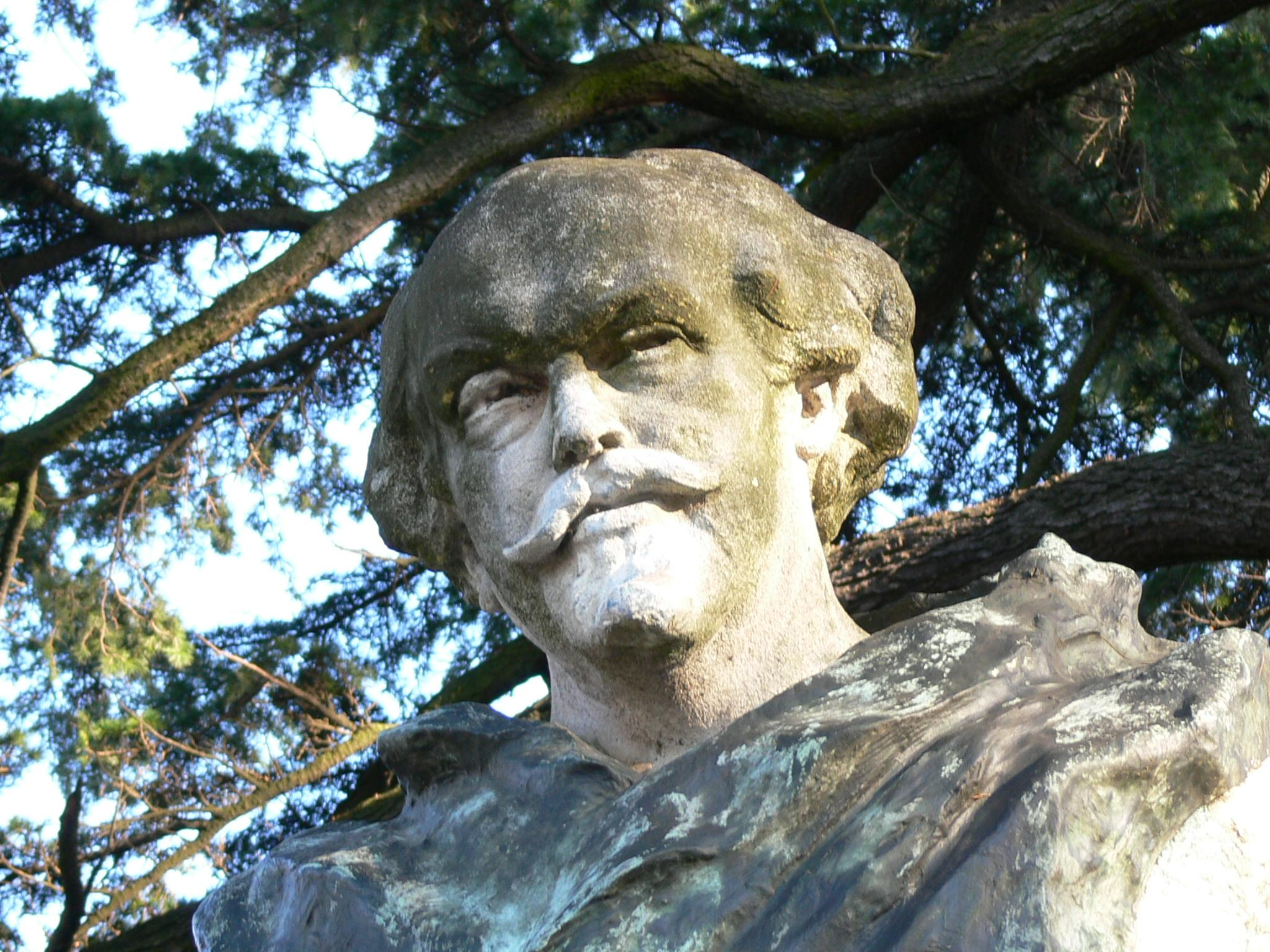
Bust per Jean-Antoine Injalbert (1901) al Parc Jouvet de Valença.

Louis Gallet (Valença, 14 de febrer de 1835 — París, 16 d'octubre de 1898) fou un llibretista i autor dramàtic francès. Va ser un escriptor molt prolífic i també va escriure novel·les, articles, memòries, pamflets i poesia. És recordat pels seus llibrets per Ambroise Thomas, Georges Bizet, Camille Saint-Saëns, Charles Gounod i Jules Massenet.

## Biografia
Després d'uns inicis professionals a Valence com a corrector d'impremta, va publicar el 1857 Gioventù, una col·lecció de versos, i es va instal·lar a París on va començar la seva carrera en l'assistència pública, primer com a tresorer a Beaujon i després com a director de l'hospital Lariboisière, també a París. Alhora escrivia novel·les, drames i poemes, però sobretot llibrets d'òpera i altres obres líriques. El 1868, va obtenir el premi del ministeri de Belles arts pel llibret de La coupe du roi de Thulé.
El 1871, Camille du Locle, director del Teatre Nacional de l'Opéra-Comique de París es va oferir a produir una òpera en una acte de Camille Saint-Saëns i li va proposar com a col·laborador a Louis Gallet, a qui Saint-Saëns no coneixia. El resultat va ser l'obra lleugera, La Princesse jaune, notable com la primera «japonerie» en l'escena operística, ja que el Japó només havia estat molt recentment obert al comerç occidental i els primers gravats en fusta havien estat vistos a París només dos anys abans. Tots dos van treballar junts en harmonia durant anys, i va ser Saint-Saëns qui va recomanar a Gallet com a crític musical, a pesar que no era músic, per la Nouvelle Revue.
Antony Choudens va posar música a la seva La Jeunesse de Don Juan. També va col·laborar amb Georges Bizet en l'òpera en un acte Djamileh, que es va estrenar amb èxit el 22 de maig de 1872 a l'Opéra-Comique. Altres dos llibrets d'òpera que volia adaptar Bizet, escrits amb Édouard Blau, no van arribar a l'escena a causa de la prematura mort del músic el 1875 (La coupe du roi de Thulé (1869) i una obra en cinc actes, Don Rodrigue (1873).
Per a Massenet va escriure en primer lloc el llibret d'un oratori, Marie-Magdeleine (1872), que va ser el primer gran èxit de Massenet i el primer dels seus quatre oratoris dramàtics. En el llibret per Thaïs, va emprar un vers no rimat, lliure, que ell denominava, seguint la moda del Parnassianisme, «poésie melique» que, igual que els seus precedents clàssics grecs, va ser pensat per a la seva declamació amb acompanyament melodramàtic. En mans de Gallet, la declamació s'aixeca uns graus en una lliurement estructurada ària que s'eleva per sobre del nivell de la prosa per les seves sonoritats i patrons sintàctics, fórmules que van anar finalment adaptades a les tècniques musicals de Saint-Saëns i Massenet.

## Principals llibrets
- 1872 - Marie-Magdeleine, oratori de Jules Massenet.
- 1872 - La Princesse jaune, opéra-comique de Camille Saint-Saëns.
- 1873 - La Coupe du Roi de Thulé, òpera d'Eugène Diaz.
- 1876 - Le Déluge, oratorio de Camille Saint-Saëns.
- 1877 - La Clé d'Or, comèdia lírica d'Eugène Gautier.
- 1877 - Le Roi de Lahore, òpera de Jules Massenet.
- 1879 - Étienne Marcel, òpera de Camille Saint-Saëns.
- 1887 - Proserpine, drama líric de Camille Saint-Saëns.
- 1890 - Ascanio, òpera de Camille Saint-Saëns.
- 1891 - Le Rêve, drama líric d'Alfred Bruneau.
- 1892 - Els Saintes-Maries-de-la-Mer, oratori d'Émile Paladilhe.
- 1893 - L'Attaque du moulin, drama líric d'Alfred Bruneau.
- 1895 - Frédégonde, drama líric d'Ernest Guiraud i Camille Saint-Saëns.
- 1894 - Thaïs, òpera de Jules Massenet.
- 1896 - La Femme de Claude, drama líric d'Albert Cahen.
- 1896 - Le Drac, drama líric de Paul et Lucien Hillemacher.
- 1898 - Déjanire, tragèdia de Camille Saint-Saëns.